# Nicole Lévêque
Nicole Lévêque (* 27. Januar 1951 in Nuillé-sur-Vicoin) ist eine ehemalige französische Langstreckenläuferin.
Ihre Erfolge erzielte sie in einem Alter, in dem die meisten Athleten ihre Karriere beendet haben. 1994 wurde sie über 10.000 m Französische Meisterin und Elfte bei den Leichtathletik-Europameisterschaften in Helsinki. Danach wurde sie nationale Meisterin im Halbmarathon, stellte beim Halbmarathon Auray – Vannes mit 1:11:35 h nicht nur den aktuellen Streckenrekord auf, sondern auch eine Weltbestzeit für die Altersklasse W40, die bis 2007 Bestand hatte, und kam bei den Halbmarathon-Weltmeisterschaften in Oslo auf den 15. Platz.
Im Jahr darauf belegte sie bei den Halbmarathon-Weltmeisterschaften in Montbéliard den 27. Platz.
1998 qualifizierte sie sich als Französische Vizemeisterin im Marathon für die Leichtathletik-Europameisterschaften in Budapest, bei der sie auf dem 22. Rang einlief. Mit 47 Jahren war sie bis zur Teilnahme der Slowenin Merlene Ottey 2010 die älteste Starterin bei dieser Veranstaltung.
Nicole Lévêque startete für den Verein US Laval.

## Persönliche Bestzeiten
- 5000 m: 15:51,81 min, 18. Juni 1994, Bonneuil-sur-Marne (ehemaliger Weltrekord W40)
- 10.000 m: 32:12,07 min, 13. August 1994, Helsinki (ehemaliger Weltrekord W40)
- Halbmarathon: 1:11:35 h, 11. September 1994, Vannes (ehemalige Weltbestzeit W40)
- Marathon: 2:36:52 h, 23. August 1998, Budapest